# Dam tot Damloop

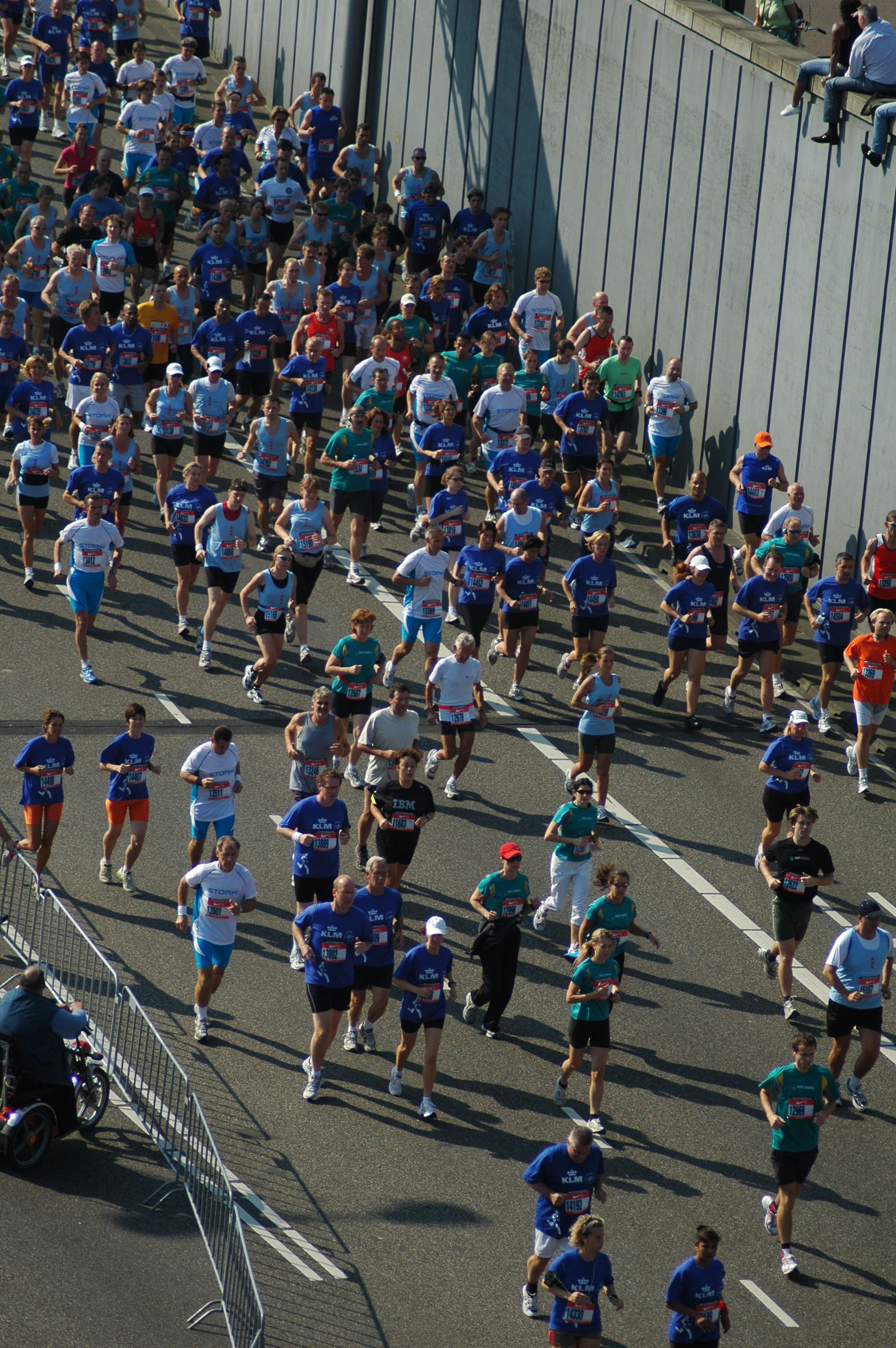
Foto bij het ingaan van de IJtunnel

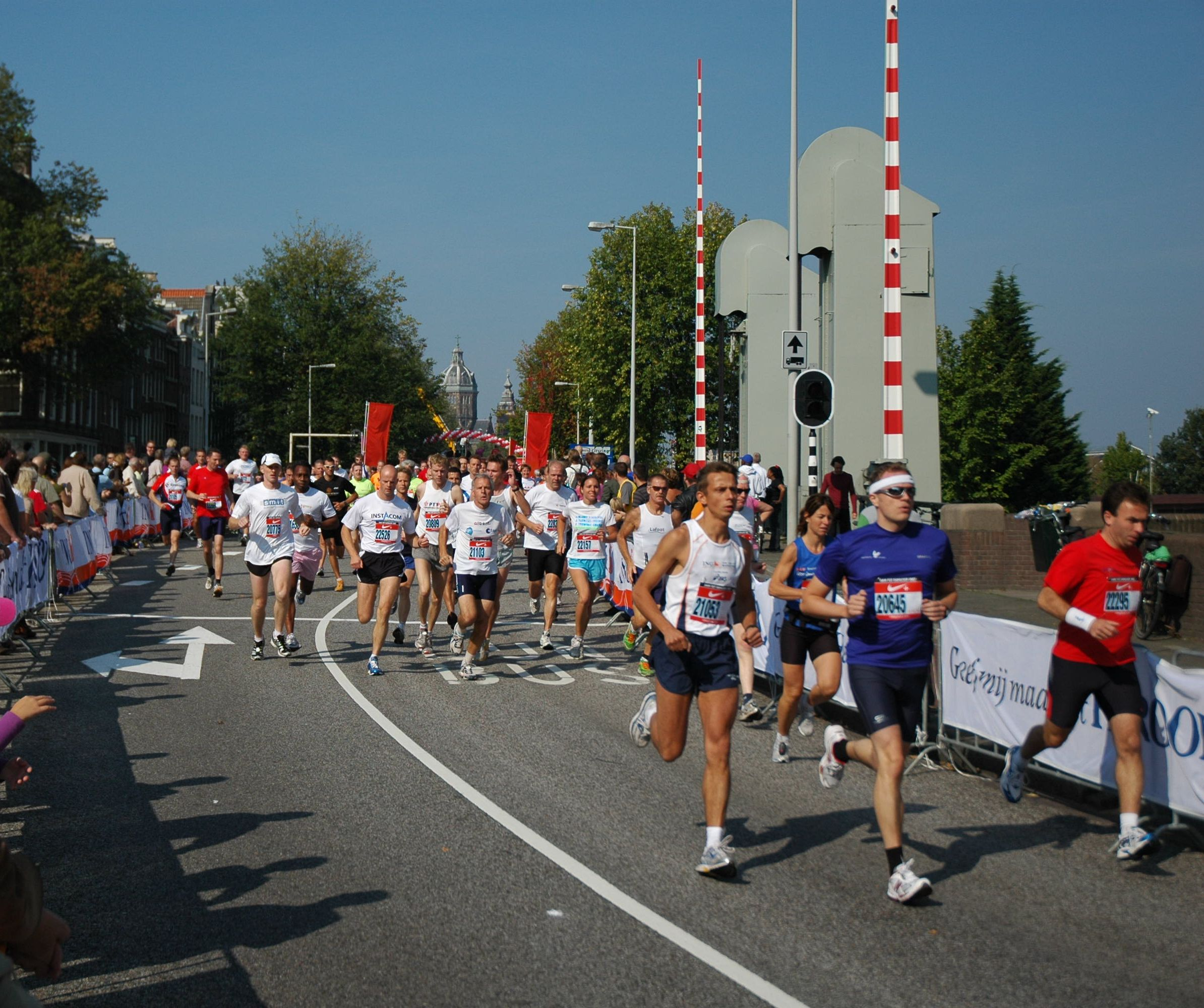
De Dam tot Damloop 2007 op de Prins Hendrikkade in Amsterdam.

De Dam tot Damloop is een jaarlijks terugkerende hardloopwedstrijd op de een na laatste zondag van september, georganiseerd door Le Champion. Het parcours is 10 mijl (16,1 km) lang en loopt van de Prins Hendrikkade in Amsterdam naar de Peperstraat in Zaandam. Het evenement had van 2013 t/m 2019 de status IAAF Silver Label Road Race.
De eerste editie van dit evenement was in 1985. Aanvankelijk werd gestart op de Dam, maar tegenwoordig is het startpunt op de Prins Hendrikkade. In Zaandam was het eindpunt ook bij de Dam, maar tegenwoordig in de Peperstraat in het centrum van de stad.

## Geschiedenis

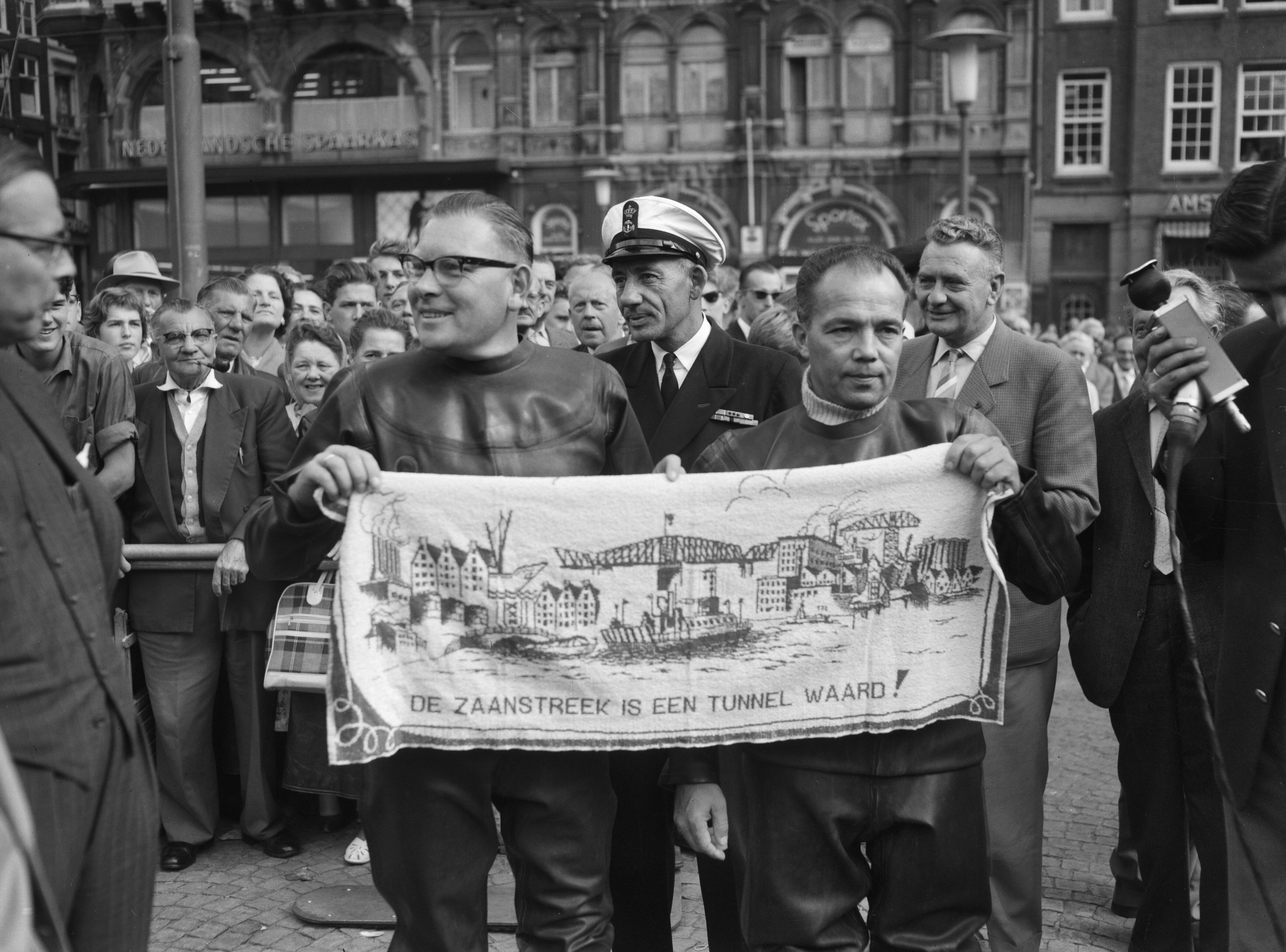
Tijdens de Dam tot Damrace steken burgemeester Franken van Zaandam en radio-reporter Dick van Rijn als kikvorsmannen het Noordzeekanaal over.

Op 27 augustus 1959 werd de allereerste Dam tot Damrace gehouden. Het evenement was een initiatief van de gemeentebesturen van Amsterdam en Zaandam als een ludieke protestactie tegen de gebrekkige verbinding tussen Amsterdam en Zaandam. Zij wilden zo druk uitoefenen op de rijksoverheid om de Coentunnel snel te realiseren. De deelnemers moesten een parcours van de Amsterdamse Dam naar de Zaanse Dam afleggen, waarbij alle mogelijke voer- en vaartuigen geoorloofd waren. Aan de race deden vele prominenten mee, zoals de zangeres Teddy Scholten, dichter Simon Vinkenoog en tekenaar Opland. De jonge radioverslaggever Kees Buurman liet zich per motor en helikopter vervoeren en verzorgde de hele dag meeslepende radioreportages. Winnaar werd de 32-jarige Wout Bruynzeel met een tijd van 10.25. Hij maakte gebruik van de speedboot van de Duitse miljonair Herbert Dinkheller uit Essen.
Cees Lansbergen van Le Champion bedacht in 1981 een hardloopwedstrijd tussen de Dam van Amsterdam en de Dam van Zaandam. Het kostte een aantal jaren om alle instanties en de gemeentes op één lijn te krijgen, maar in de zomer van 1985 kreeg de organisatie van de Gemeente Amsterdam eenmalig goedkeuring. Om de verkeersstromen door Amsterdam zo kort mogelijk te hinderen werd er zo dicht mogelijk op de IJtunnel gestart.
Op 3 november 1985 werd voor het eerst de Dam tot Damloop als trimloop gehouden. Aan deze loop deden 4300 mensen mee, waarbij Jan Sebille als winnaar uit de bus kwam. Langs het parcours stonden tienduizenden mensen om de lopers aan te moedigen. Le Champion organiseerde de eerste trimloop vlekkeloos, waardoor het weinig moeite kostte om voor de volgende jaren ook toestemming te krijgen. Inmiddels is het evenement uitgegroeid tot het grootste hardloopevenement van Nederland.
Sinds 1986 staat er voor zowel mannen als vrouwen ook een wedstrijdloop op het programma. Bij de mannen werd de eerste editie gewonnen door Fernando Mamede uit Portugal in 45.15 en bij de vrouwen door de Nederlandse Carla Beurskens. In 1988 werd voor de eerste maal de businessloop gehouden.
Het parcoursrecord van 44.27 werd in 2011 door Leonard Patrick Komon gelopen.
In 1998 en 1999 deden er skaters mee aan de Dam tot Damloop. Door een ongeluk in de IJtunnel in 1999, waar uiteindelijk een traumahelikopter aan te pas moest komen, moesten lopers twee uur wachten in het startvak. Er raakten 44 skaters gewond, van wie zeven in het ziekenhuis terechtkwamen. Dit was de laatste editie waarbij in totaal 3900 skeelers meededen.
Sinds 2003 kent het evenement ook een Dam tot Dam-wandeltocht.
De wedstrijd in 2019 werd gelopen onder warme omstandigheden met een temperatuur van maximaal 27 °C. De laatste twee startgroepen (circa 4.000 deelnemers) mochten niet meer starten. Dit om het risico te voorkomen dat er een capaciteitsgebrek zou ontstaan in de medische hulpverlening aan de deelnemers.

## Varianten

### Businessloop
De businessloop is een variant van de Dam tot Damloop waar personeel en relaties van bedrijven aan mee kunnen doen. In 1988 deden 59 teams mee. In 2007 was dat aantal al 2800.

### 4 Engelse mijl
De 4 Engelse mijl is een verkorte versie van de Dam tot Damloop. Het parcours voor deze variant loopt van de Martin Luther King-weg naar de Peperstraat in Zaandam.

### Mini Dam tot Damloop
De Mini Dam tot Damloop zijn wedstrijden voor kinderen tussen de vier en twaalf jaar. Hierbij zijn twee afstanden: 600 meter voor kinderen van vier tot en met zeven jaar en 2200 meter voor kinderen van acht tot en met twaalf jaar.

### Dam tot Dam wandeltocht
De Dam tot Dam wandeltocht is een wandeltocht van 9, 18, 26 of 40 kilometer door Zaandam en Amsterdam. In 2003 was de eerste versie van dit evenement, dat elk jaar één dag voor de Dam tot Damloop wordt gehouden.

### Aantallen deelnemers

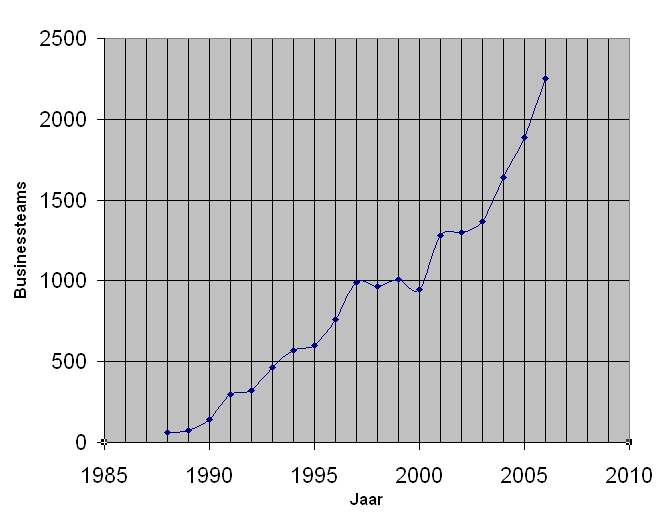
Aantallen deelnemende businessteams. Klik op de afbeelding voor een grotere weergave.

### Dam tot Damby night
De Dam tot Dam by night was een van origine eenmalige loop, die werd gehouden ter ere van het 25-jarig jubileum van het evenement. Deze variant werd gelopen op de avond van 19 september 2009, één dag voor de reguliere Dam tot Damloop op 20 september 2009. Door deze extra variant konden nog eens 25.000 mensen extra meedoen aan de Dam tot Damloop. De deelnemers aan de loop droegen nagenoeg allemaal hetzelfde shirt met de opdruk '25ste Dam tot Dam'.Vanwege het succes groeide de Damloop by night uit tot een jaarlijks terugkerend evenement. De afstand bedraagt 5 Engelse Mijl (plm.8 km) en de meeste lopers finishen na zonsondergang.

## Statistiek

### Aantallen deelnemers[3]
| Jaar | 10 EM | 21,1 km | Minilopen | Skeelers | 4 EM / 7 km | Totaal   |
| ---- | ----- | ------- | --------- | -------- | ----------- | -------- |
| 1985 | 4300  | -       | -         | -        | -           | 4300     |
| 1986 | 7300  | -       | 1750      | -        | -           | 9000     |
| 1987 | 9700  | -       | 2350      | -        | -           | 12050    |
| 1988 | 8800  | -       | 1700      | -        | -           | 10500    |
| 1989 | 9700  | -       | 2050      | -        | -           | 11750    |
| 1990 | 9700  | -       | 1900      | -        | -           | 11600    |
| 1991 | 11100 | -       | 2050      | -        | -           | 13150    |
| 1992 | 11200 | -       | 1700      | -        | -           | 12900    |
| 1993 | 12100 | -       | 2350      | -        | -           | 14450    |
| 1994 | 12820 | -       | 1700      | -        | -           | 14520    |
| 1995 | 13900 | -       | 2300      | -        | -           | 16200    |
| 1996 | 17050 | -       | 3100      | -        | -           | 20150    |
| 1997 | 19450 | -       | 3150      | -        | -           | 22600    |
| 1998 | 19100 | -       | 3170      | 1540     | -           | 23810    |
| 1999 | 19500 | 950     | 3200      | 4350     | -           | 28000    |
| 2000 | 16550 | 650     | 3050      | -        | 700         | 20950    |
| 2001 | 20700 | -       | 3025      | -        | 1300        | 25025    |
| 2002 | 21500 | -       | 3850      | -        | 800         | 26150    |
| 2003 | 23500 | -       | 3900      | -        | 1100        | 28500    |
| 2004 | 27150 | -       | 3850      | -        | 1600        | 32600    |
| 2005 | 28450 | -       | 3250      | -        | 1850        | 33500    |
| 2006 | 32241 | -       | 3397      | -        | 3645        | 39283    |
| 2007 | 29851 | -       | 4477      | -        | 4399        | 38727    |
| 2008 | 30184 | -       | 4750      | -        | 5347        | 40281    |
| 2009 | 43622 | -       | ca 3500   | -        | 3074        | 50196    |
| 2010 | 29671 | -       | onbekend  | -        | onbekend    | onbekend |
| 2011 | 31644 | -       |           | -        |             |          |
| 2012 | 35011 | -       |           | -        |             |          |
| 2013 | 36544 | -       |           | -        |             |          |
| 2014 | 36281 | -       |           | -        |             |          |
| 2015 | 35523 | -       |           | -        | 9393        | 44916    |
| 2016 |       | -       |           | -        |             |          |
| 2017 | 33293 | -       | 3295      | -        | 11774       | 48362    |

### Winnaars
| Nr  | Jaar           | Snelste man              | Land        | Tijd    | Snelste vrouw             | Land      | Tijd    | Uitslagen |
| --- | -------------- | ------------------------ | ----------- | ------- | ------------------------- | --------- | ------- | --------- |
| 36e | 2022           | Charles Langat           | Kenia       | 45.12   | Margaret Kipkemboi        | Kenia     | 50.42   | Uitslag   |
| 35e | 2019           | Solomon Berihu           | Ethiopië    | 45.49   | Evaline Chirchir          | Kenia     | 50.32   | Uitslag   |
| 34e | 2018           | Joshua Cheptegei         | UGA         | 45.15   | Lonah Salpeter            | ISR       | 50.44   | Uitslag   |
| 33e | 2017           | Birhanu Legese           | Ethiopië    | 45.36   | Mercyline Chelangat       | UGA       | 53.08   | Uitslag   |
| 32e | 2016           | Edwin Kiptoo             | Kenia       | 45.25   | Alice Aprot               | Kenia     | 51.59   | Uitslag   |
| 31e | 2015           | Edwin Kiptoo             | Kenia       | 45.19   | Joyce Chepkirui           | Kenia     | 51.30   | Uitslag   |
| 30e | 2014           | John Mwangangi           | Kenia       | 45.45   | Linet Masai               | Kenia     | 53.09   | Uitslag   |
| 29e | 2013           | Nguse Amlosom            | Eritrea     | 45.28   | Joyce Chepkirui           | Kenia     | 51.33   | Uitslag   |
| 28e | 2012           | Leonard Patrick Komon    | Kenia       | 44.49   | Sylvia Kibet              | Kenia     | 51.42   | Uitslag   |
| 27e | 2011           | Leonard Patrick Komon    | Kenia       | 44.27   | Priscah Jepleting Cherono | Kenia     | 51.57   | Uitslag   |
| 26e | 2010           | John Mwangangi           | Kenia       | 45.26   | Hilda Kibet               | Nederland | 51.30   | Uitslag   |
| 25e | 2009           | Moses Masai              | Kenia       | 45.16   | Linet Masai               | Kenia     | 50.39   | Uitslag   |
| 24e | 2008           | Sammy Kitwara            | Kenia       | 45.16   | Peninah Arusei            | Kenia     | 51.22   | Uitslag   |
| 23e | 2007           | Zersenay Tadese          | Eritrea     | 45.51   | Belaynesh Fikadu          | Ethiopië  | 52.57   | Uitslag   |
| 22e | 2006           | Francis Kibiwott Larabal | Kenia       | 45.27   | Lornah Kiplagat           | Nederland | 50.50   | Uitslag   |
| 21e | 2005           | William Kipsang          | Kenia       | 46.04   | Isabella Ochichi          | Kenia     | 51.08   | Uitslag   |
| 20e | 2004           | Hendrick Ramaala         | Zuid-Afrika | 46.04   | Susan Chepkemei           | Kenia     | 53.06   | Uitslag   |
| 19e | 2003           | Francis Kibiwott Larabal | Kenia       | 45.46   | Restituta Joseph          | Tanzania  | 52.17   | Uitslag   |
| 18e | 2002           | Charles Kamathi          | Kenia       | 45.08   | Lornah Kiplagat           | Kenia     | 50.54   | Uitslag   |
| 17e | 2001           | Charles Kamathi          | Kenia       | 46.05   | Susan Chepkemei           | Kenia     | 51.23   | Uitslag   |
| 16e | 2000 (21,1 km) | Christopher Cheboiboch   | Kenia       | 1:00.49 | Lornah Kiplagat           | Kenia     | 1:07.37 | Uitslag   |
| 15e | 1999 (21,1 km) | Mohammed Mourhit         | België      | 1:01.00 | Tegla Loroupe             | Kenia     | 1:09.20 | Uitslag   |
| 14e | 1998           | Brahim Lahlafi           | Marokko     | 45.24   | Leah Malot                | Kenia     | 53.11   | Uitslag   |
| 13e | 1997           | Paul Koech               | Kenia       | 44.45,6 | Tegla Loroupe             | Kenia     | 51.52   | Uitslag   |
| 12e | 1996           | Josphat Machuka          | Kenia       | 45.19   | Tegla Loroupe             | Kenia     | 53.01   | Uitslag   |
| 11e | 1995           | Paul Tergat              | Kenia       | 45.50   | Hellen Kimaiyo            | Kenia     | 51.49   | Uitslag   |
| 10e | 1994           | Charles Omwoyo           | Kenia       | 45.50   | Hellen Kimaiyo            | Kenia     | 52.28   | Uitslag   |
| 9e  | 1993           | Josphat Machuka          | Kenia       | 45.22   | Hellen Kimaiyo            | Kenia     | 52.59   | Uitslag   |
| 8e  | 1992           | Charles Omwoyo           | Kenia       | 46.48   | Hellen Kimaiyo            | Kenia     | 52.10   | Uitslag   |
| 7e  | 1991           | Joseph Keino             | Kenia       | 46.05   | Heléna Barócsi            | Hongarije | 53.54   | Uitslag   |
| 6e  | 1990           | Brahim Lahlafi           | Marokko     | 46.51   | Heléna Barócsi            | Hongarije | 53.57   | Uitslag   |
| 5e  | 1989           | Dave Long                | Engeland    | 46.28   | Carla Beurskens           | Nederland | 52.59   | Uitslag   |
| 4e  | 1988           | Domingos Castro          | Portugal    | 46.55   | Carla Beurskens           | Nederland | 53.21   | Uitslag   |
| 3e  | 1987           | Vincent Rousseau         | België      | 46.07   | Ingrid Kristiansen        | Noorwegen | 50.31   | Uitslag   |
| 2e  | 1986           | Fernando Mamede          | Portugal    | 45.14   | Carla Beurskens           | Nederland | 53.04   | Uitslag   |
| 1e  | 1985           | Jan Sebille              | België      | 52.09   | Eefje van Wissen          | Nederland | 57.06   | Uitslag   |

### Top 25 deelnemers
| Rang | Mannen                   | Land     | Tijd           | Vrouwen              | Land      | Tijd         |
| ---- | ------------------------ | -------- | -------------- | -------------------- | --------- | ------------ |
| 1    | Leonard Patrick Komon    | Kenia    | 44.27 (2011)   | Ingrid Kristiansen   | Noorwegen | 50.31 (1987) |
| 2    | Samuel Tsegay            | Kenia    | 44.38 (2011)   | Linet Masai          | Kenia     | 50.38 (2009) |
| 3    | Paul Koech               | Kenia    | 44.45,6 (1997) | Lornah Kiplagat      | Nederland | 50.50 (2006) |
| 4    | Leonard Komon            | Kenia    | 44.48 (2012)   | Lornah Kiplagat      | Kenia     | 50.54 (2002) |
| 5    | Daniel Chebii            | Kenia    | 45.02 (2012)   | Isabella Ochichi     | Kenia     | 51.08 (2005) |
| 6    | Charles Kamathi          | Kenia    | 45.08 (2002)   | Susan Chepkemei      | Kenia     | 51.13 (2005) |
| 7    | John Mwangangi           | Kenia    | 45.13 (2011)   | Hilda Kibet          | Nederland | 51.21 (2009) |
| 8    | Fernando Mamede          | Portugal | 45.14 (1986)   | Peninah Arusei       | Kenia     | 51.22 (2008) |
| 9    | Fernando Mamede          | Portugal | 45.14 (1986)   | Susan Chepkemei      | Kenia     | 51.23 (2001) |
| 10   | Charles Kamathi          | Kenia    | 45.15 (2009)   | Peninah Arusei       | Kenia     | 51.25 (2009) |
| 11   | Kennedy Kimutai          | Kenia    | 45.15 (2011)   | Gete Wami            | Kenia     | 51.30 (2005) |
| 12   | Joshua Cheptegei         | UGA      | 45.15 (2018    | Hilda Kibet          | Nederland | 51.30 (2010) |
| 13   | Sammy Kitwara            | Kenia    | 45.16 (2008)   | Joyce Chepkirui      | Kenia     | 51.30 (2015) |
| 14   | Josphat Machuka          | Kenia    | 45.19 (1996)   | Rose Cheruiyot       | Kenia     | 51.33 (2005) |
| 15   | Edwin Kiptoo             | Kenia    | 45.19 (2015)   | Joyce Chepkirui      | Kenia     | 51.33 (2013) |
| 16   | Josphat Machuka          | Kenia    | 45.22 (1993)   | Flomena Chepchirchir | Kenia     | 51.33 (2013) |
| 17   | Ayele Abshero            | Ethiopië | 45.23 (2008)   | Jackline Chepngeno   | Kenia     | 51.34 (2015) |
| 18   | Brahim Lahlafi           | Marokko  | 45.24 (1998)   | Mestawet Tufa        | Ethiopië  | 51.36 (2008) |
| 19   | John Mwangangi           | Kenia    | 45.26 (2010)   | Belaynesh Fikadu     | Ethiopië  | 51.40 (2009) |
| 20   | Francis Kibiwott Larabal | Kenia    | 45.27 (2006)   | Bezunesh Bekele      | Ethiopië  | 51.45 (2012) |
| 21   | Fabiano Joseph           | Kenia    | 45.27 (2006)   | Sylvia Kibet         | Kenia     | 51.42 (2012) |
| 22   | Moses Masai              | Kenia    | 45.27 (2010)   | Isabella Ochichi     | Kenia     | 51.46 (2001) |
| 23   | Abera Kuma               | Ethiopië | 45.28 (2012)   | Hellen Kimaiyo       | Kenia     | 51.49 (1995) |
| 24   | Nguse Amlosom            | Kenia    | 45.28 (2013)   | Derartu Tulu         | Ethiopië  | 51.50 (1995) |
| 25   | Getu Feleke              | Ethiopië | 45.29 (2009)   | Grace Momanyi        | Kenia     | 51.50 (2009) |

Bijgewerkt tot en met 2015

### Top 5 Nederlanders
| Rang | Mannen          | Tijd         | Vrouwen         | Tijd         |
| ---- | --------------- | ------------ | --------------- | ------------ |
| 1    | Marti ten Kate  | 46.05 (1991) | Lornah Kiplagat | 50.50 (2006) |
| 2    | Cor Lambregts   | 46.29 (1987) | Hilda Kibet     | 51.21 (2009) |
| 3    | Tonnie Dirks    | 46.30 (1989) | Hilda Kibet     | 51.30 (2010) |
| 4    | Marti ten Kate  | 46.34 (1987) | Lornah Kiplagat | 52.02 (2010) |
| 5    | Getaneh Tessema | 46.35 (1996) | Carla Beurskens | 52.10 (1987) |

Bijgewerkt tot en met 2014

## Parcours
| Km | Plaats                           |
| -- | -------------------------------- |
| 0  | Prins Hendrikkade, Amsterdam     |
| 1  | IJtunnel, Amsterdam              |
| 2  | Nieuwe Leeuwarderweg, Amsterdam  |
| 3  | Nieuwe Leeuwarderweg, Amsterdam  |
| 4  | Buiksloterdijk, Amsterdam        |
| 5  | Kamperfoelieweg, Amsterdam       |
| 6  | Buiksloterdijk, Amsterdam        |
| 7  | Kadoelenweg, Amsterdam           |
| 8  | Appelweg, Amsterdam              |
| 9  | Molenwijkpark, Amsterdam         |
| 10 | Verlengde Stellingweg, Amsterdam |
| 11 | Verlengde Stellingweg, Amsterdam |
| 12 | Noorder IJ en Zeedijk, Zaandam   |
| 13 | Noorder IJ en Zeedijk, Zaandam   |
| 14 | Zuiddijk, Zaandam                |
| 15 | Zuiddijk / Burcht, Zaandam       |
| 16 | Peperstraat, Zaandam             |

## Trivia
- Beau van Erven Dorens deed tweemaal zonder schoenen mee aan de Dam tot Damloop. Hij finishte met een tijd van 1 uur en 22 minuten.[6]

1985 ·
1986 ·
1987 ·
1988 ·
1989 ·
1990 ·
1991 ·
1992 ·
1993 ·
1994 ·
1995 ·
1996 ·
1997 ·
1998 ·
1999 ·
2000 ·
2001 ·
2002 ·
2003 ·
2004 ·
2005 ·
2006 ·
2007 ·
2008 ·
2009 ·
2010 ·
2011 ·
2012 ·
2013 ·
2014 ·
2015 ·
2016 ·
2017 ·
2018 ·
2019